# Little Jost Van Dyke
La Pequeña Jost Van Dyke (en inglés: Little Jost Van Dyke; coloquialmente, "Little Jost ") es una de las Islas Vírgenes Británicas. Es una pequeña isla en el extremo oriental de la isla Jost Van Dyke. Como Jost Van Dyke, toma su nombre del corsario holandés Joost van Dyk. Es además donde se ubica el parque nacional de Diamond Cay, que incluye las zonas de anidación de piqueros silvestres, golondrinas de mar y pelícanos.
Los sitios de buceo en la isla se encuentran en las llamadas Torres Gemelas, dos grandes formaciones rocosas que se elevan desde los 90 pies.